# Hatzfeld (Eitorf)
Hatzfeld ist ein Ortsteil der Gemeinde Eitorf im Rhein-Sieg-Kreis. Die Bezeichnung Hatzfeld beruht auf altem Landbesitz der Mertener Familie von Hatzfeld. 

## Lage
Hatzfeld liegt im Tal des Überbuschbaches nordöstlich von Schmelze in Alleinlage.

## Geschichte
Hier wurde vermutlich schon mittelalterlich, spätestens seit Ende des 18. Jahrhunderts eine kleine Kupfererzgrube betrieben. Ab 1856 wurde wiederum Erz gefördert, was dann eine Schmelzhütte erforderlich machte, die dem Ort Schmelze ihren Namen gab. 1889 wurde die Grube Hatzfeld vorerst letztmals betrieben, im Zweiten Weltkrieg nur versuchsweise kurzzeitig. 
1888 stand im Hatzfeld ein unbewohntes Haus.
1901 wohnten hier der Rentner Bussmann und der Schuster Peter Hönscheid.
1925 waren es der Kaufmann Jean Peter Hönscheid und die Witwe des Peter Hönscheid.
1932 ist für Haus Hatzfeld und Direktor J. Lampferhoff Telefonanschluss 100 verzeichnet.
Bis 1934 gehörte Hatzfeld zur Gemeinde Merten.